# Kabinet-Hohenlohe-Ingelfingen
Dit artikel geeft een overzicht van het kabinet onder Adolf zu Hohenlohe-Ingelfingen (11 maart 1862 - 23 september 1862) in Pruisen.
| Functie             | Persoon                               | Van              | Tot               |
| ------------------- | ------------------------------------- | ---------------- | ----------------- |
| Minister-president  | Adolf zu Hohenlohe-Ingelfingen (a.i.) | 11 maart 1862    | 23 september 1862 |
| Zonder portefeuille | Rudolf von Auerswald                  | 6 november 1858  | 18 maart 1862     |
| Buitenlandse Zaken  | Albrecht von Bernstorff               | 16 juli 1861     | 8 oktober 1862    |
| Financiën           | Robert von Patow                      | 6 november 1858  | 18 maart 1862     |
| Financiën           | August von der Heydt                  | 18 maart 1862    | 30 september 1862 |
| Handel              | August von der Heydt                  | 4 december 1848  | 18 mei 1862       |
| Handel              | Heinrich von Holtzbrinck              | 18 mei 1862      | 8 oktober 1862    |
| Binnenlandse Zaken  | Maximilian von Schwerin-Putzar        | 3 juli 1859      | 18 maart 1862     |
| Binnenlandse Zaken  | Gustav von Jagow                      | 17 maart 1862    | 8 december 1862   |
| Justitie            | August von Bernuth                    | 17 december 1860 | 18 maart 1862     |
| Justitie            | Leopold van Lippe                     | 18 maart 1862    | 5 december 1867   |
| Oorlog              | Albrecht von Roon                     | 5 december 1859  | 9 november 1873   |
| Landbouw            | Erdmann III von Pückler               | 6 november 1858  | 18 maart 1862     |
| Landbouw            | Heinrich von Itzenplitz               | 18 maart 1862    | 8 december 1862   |
| Marine              | Albrecht von Roon                     | 6 december 1860  | 31 december 1871  |

Arnim-Boitzenburg · Camphausen · Auerswald · Pfuel · Brandenburg · Ladenberg · Manteuffel · Hohenzollern-Sigmaringen · Hohenlohe-Ingelfingen · Bismarck I · Roon · Bismarck II · Caprivi · Eulenburg · Hohenlohe-Schillingsfürst · Bülow · Bethmann Hollweg · Michaelis · Hertling · Baden · Hirsch/Ströbel · Hirsch · Braun I · Stegerwald · Braun II · Marx · Braun III